# Городенківська районна рада
Городенківська райо́нна ра́да — районна рада Івано-Франківської області.